# William Logan (Politiker)

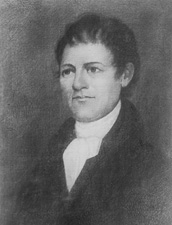
William Logan

William Logan (* 8. Dezember 1776 in Harrodsburg, Virginia; † 8. August 1822 im Shelby County, Kentucky) war ein US-amerikanischer Politiker der Demokratisch-Republikanischen Partei, der den Bundesstaat Kentucky im US-Senat vertrat.

## Werdegang
Der im heutigen Kentucky geborene William Logan verbrachte seine frühe Kindheit in einem Fort, wo er Privatunterricht erhielt. Um das Jahr 1798 herum zog er ins Shelby County, wo er Jura studierte, in die Anwaltskammer aufgenommen wurde und zu praktizieren begann. 1799 war er Delegierter zum Verfassungskonvent von Kentucky.
Seine politische Laufbahn begann 1803 mit der Wahl ins Repräsentantenhaus von Kentucky, dem er zunächst bis 1806 sowie noch einmal im Jahr 1808 angehörte. Dabei war er in zwei Sitzungsperioden der Speaker der Parlamentskammer. Zwischen 1808 und 1812 fungierte er als Richter am Appellationsgericht; überdies war er 1808, 1812 und 1816 Mitglied des Electoral College bei den Präsidentschaftswahlen.
Im Jahr 1818 wurde Logan schließlich in den US-Senat gewählt, wo er Kentucky vom 4. März 1819 bis zum 28. Mai 1820 vertrat. Er legte sein Mandat vorzeitig nieder, um als Gouverneur von Kentucky zu kandidieren, unterlag jedoch dem innerparteilichen Konkurrenten John Adair. Sein letztes öffentliches Amt übernahm er ebenfalls 1820 als Commissioner der Kentucky River Company. Zwei Jahre später starb er auf seinem Anwesen im Shelby County und wurde in Shelbyville beigesetzt.